# Danuta Witkowska (biolog)
Danuta Witkowska – polska biolog, dr hab. nauk biologicznych, profesor Instytutu Immunologii i Terapii Doświadczalnej im. Ludwika Hirszfelda PAN.

## Życiorys
W 2008 r. habilitowała się na podstawie pracy zatytułowanej Udział białek ściany komórkowej bakterii z rodziny Enterobacteriaceae w patogenności i odporności przeciwbakteryjnej. Została zatrudniona na stanowisku profesora Instytutu Immunologii i Terapii Doświadczalnej im. Ludwika Hirszfelda PAN, weszła też w skład rady naukowej tej jednostki, pełniąc w niej funkcję sekretarza.
Jest członkiem Komitetu Immunologii i Etiologii Zakażeń Człowieka PAN.